# Mosjøens flygplats, Kjærstad
Mosjøens flygplats, Kjærstad (bokmål: Mosjøen lufthavn, Kjærstad, nynorska: Mosjøen lufthamn, Kjærstad) är en regional flygplats 8 km söder om Mosjøen i Norge. 

## Faciliteter
Det finns inga butiker eller restauranger på flygplatsen. Gratis korttidsparkering och avgiftsbelagd långtidsparkering finns utanför terminalen. Det finns inga flygbussar, däremot taxiservice och biluthyrning. 